# Montrelais

Localització de Montrelais

Montrelais (en bretó Mousterlez) és un municipi francès, situat a la regió de país del Loira, al departament de Loira Atlàntic, que històricament va formar part de la Bretanya. L'any 2006 tenia 791 habitants. Limita amb Le Fresne-sur-Loire, La Chapelle-Saint-Sauveur, i Varades.

## Demografia
| 1962                                       | 1968 | 1975 | 1982 | 1990 | 1999 |
| ------------------------------------------ | ---- | ---- | ---- | ---- | ---- |
| 470                                        | 514  | 541  | 587  | 587  | 663  |
| Des de 1962: població sense dobles comptes |      |      |      |      |      |

## Administració
| Període   | Identitat           | Partit |
| --------- | ------------------- | ------ |
| 2001-2008 | Marie-Andrée Douge  |        |
| 2008-     | Jean-Marcel Nicolas |        |